# Жізель (балет)
«Жізель» (повна назва «Жізель, або Віли», фр. Giselle, ou les Wilis) — «фантастичний балет» на 2 дії французького композитора Адольфа Адама, лібрето Анрі де Сен-Жоржа, Теофіля Готьє та Жана Кораллі за легендою, яку переказав Генріх Гейне. У легенді розповідається про дівчат-віл, які були зраджені їх нареченими і померли до весілля, а потім перетворилися на мстивих і безжальних духів. Хореографія Жана Кораллі, Жюля Перро та Маріуса Петіпа. Балет вважається одним з найвидатніших творів епохи романтизму.
Прем'єра романтичного балету «Жізель» вперше відбулася в 1841 році на сцені Паризької опери і мала величезний успіх. Відтоді балет не сходить з провідних балетних сцен світу.

## Дійові особи
- Жізель
- Берта, її мати
- Альберт, граф
- Батільда
- Ганс, лісничий
- Вільфрід, зброєносець
- Герцог
- Віли:
  - Мірта, володарка віл
  - Монна
  - Зюльма

## Короткий зміст балету

### Дія І
Граф Альберт закохався у сільську дівчину Жізель. Щоб зблизитися з нею він переодягається у селянський одяг і Жізель вважає його за рі́вню. Лісничий Ганс, що також кохає Жізель, намагається пояснити їй, що Альберт не той, за кого себе видає, але Жізель не слухає його. Щоб переконати Жізель, Ганс викрадає шпагу з графським гербом з мисливського будиночку.

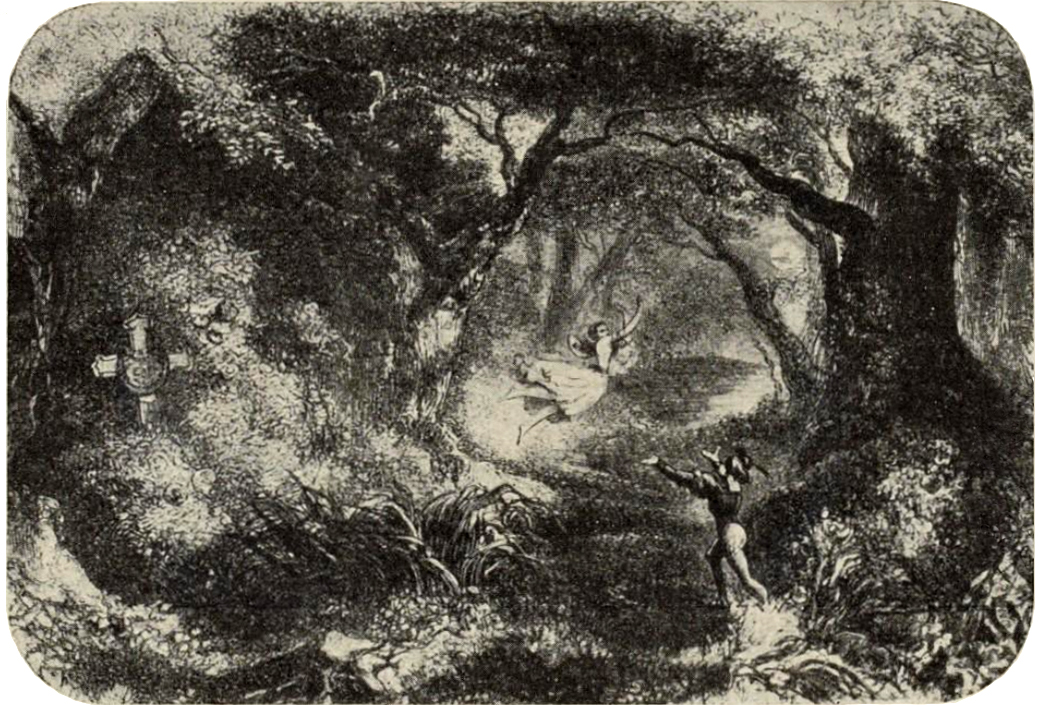
Сцена з балету Адольфа Адама
«Жізель або віліси» в момент створення. 1841

Звуки мисливського ріжка сповіщають про наближення мисливців, які прибули до села на відпочинок. Серед гостей — наречена графа Батільда зі своїм батьком. Побачивши Жізель, наречена графа вражена душевною чистотою та красою Жізелі, і дарує їй золотий ланцюжок.
У селі розпочинається свято врожаю. Несподівано з'являється Ганс. Він звинувачує графа Альберта у брехні і як доказ показує його шпагу. Однак, Жізель не хоче вірити Гансові. Тоді він сурмить у ріг і перед збентеженим графом з'являється його наречена. Вражена Жізель не витримує такого обману, вона божеволіє і помирає.

### Дія ІІ
На могилу Жізелі опівночі прийшов Ганс. З могил починають підійматися ві́ли — наречені, померлі до свого весілля. Всіх, хто з'являється на цвинтарі вночі, вони примушують танцювати, доводячи їх до смерті. Наляканий Ганс намагається втекти від них.

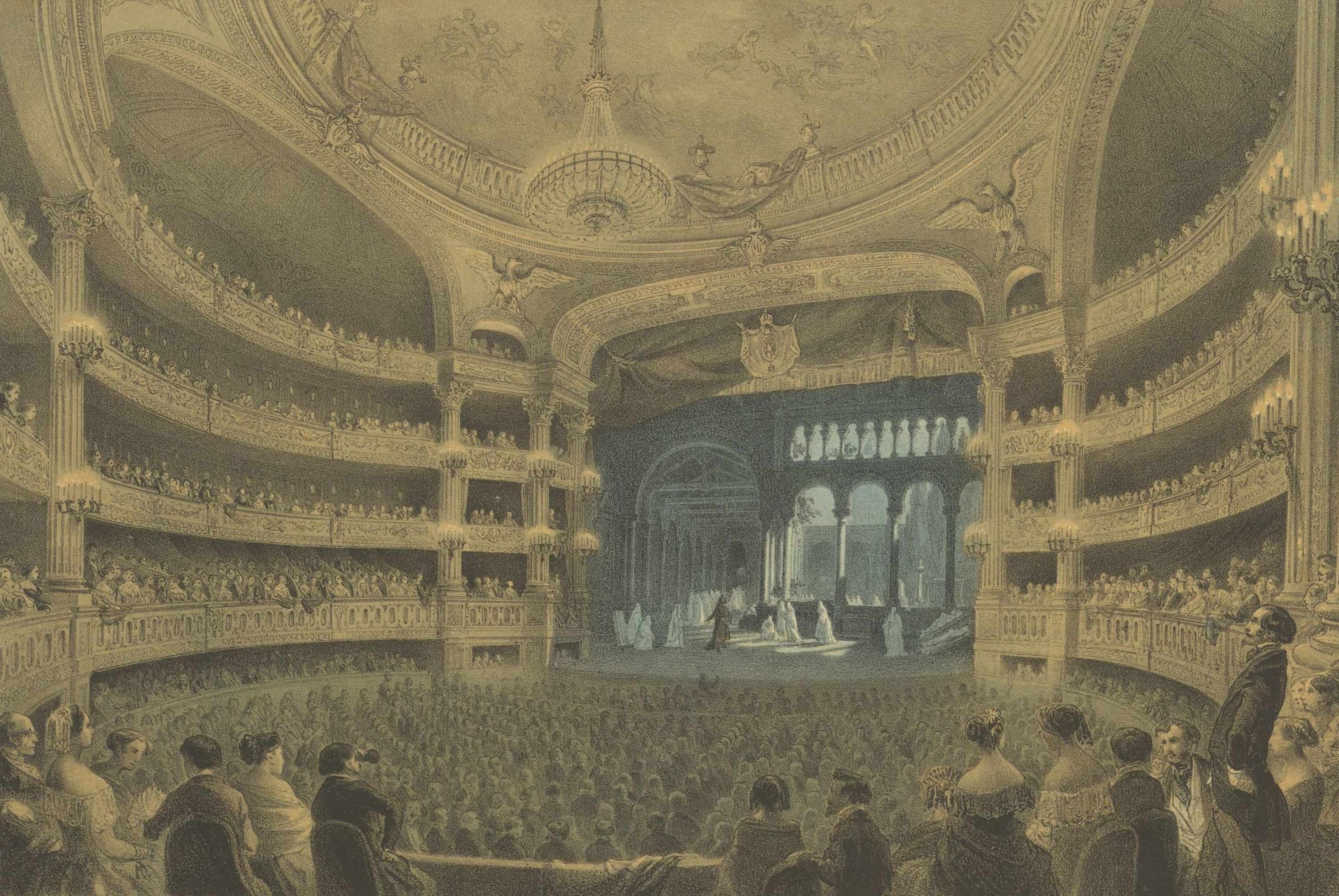
Salle Le Peletier. Зал Паризької Опери з 1821 до пожежі 1873

На Альберта, який прийшов вночі на її могилу просити прощення, чекає така сама доля. Мірта, володарка віл, наказує йому танцювати. Жізель хоче врятувати коханого, вона просить Мірту відпустити графа, але віли невблаганні. Вбігає оточений ві́лами Ганс. Вони танцюють і в танці віли заштовхують Ганса до безодні озера.
Однак ніч завершується. Світає, і з першими променями сонця віли втрачають свою силу. Альберт врятований і Жізель назавжди прощається зі своїм коханим.

## Фільмографія
- 1969 — «Жізель», фільм-балет (США). У головних партіях: Карла Фраччі, Ерік Брун, також артисти балету Американського театру балету. Хореограф Девід Блер, диригент Джон Ланчбері, режисер фільму Г'юго Нібелінг. Одна з еталонних постановок і один з найцінніших записів балету «Жізель».
- 1974 — «Жізель», фільм-балет (СРСР). У головних партіях: Наталія Бессмертнова, Михайло Лаврівський, а також артисти балету Великого театру. Хореографія Л. Лавровського. Одна з найкращих постановок і один з найцінніших записів балету «Жізель».
- 2014 — Тоа Фрезер (Toa Fraser) зробив фільм з Королівським балетом Нової Зеландії (Royal New Zealand Ballet). Партію Жизель танцювала американка Джилліан Мерфі, а Альбрехта — китаєць Ци Хуан.

## Балет на сценах театрів України

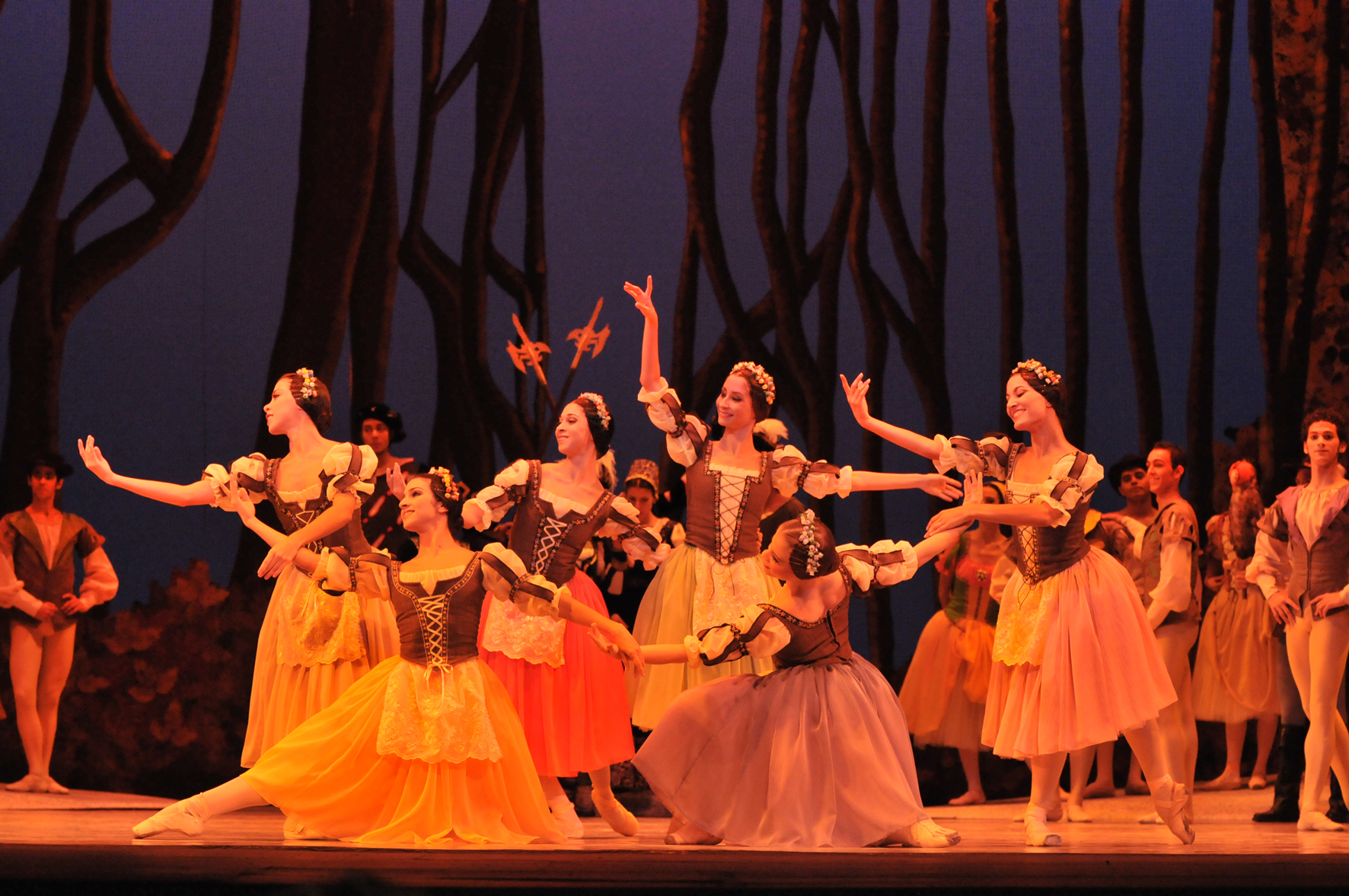
Балет «Жізель»,
режисура прима-балерини Алісії Алонсо

Афіша балету «Жізель» театру «Київ Модерн-балет»

- Балет «Жізель» на сайті Національної опери України імені Тараса Шевченка
- Балет «Жізель» на сайті Львівського національного академічного театру опери та балету імені Соломії Крушельницької
- Балет «Жізель» [Архівовано 18 травня 2015 у Wayback Machine.] на сайті Київського муніципального академічного театру опери та балету для дітей та юнацтва
- Балет «Жізель» [Архівовано 11 липня 2021 у Wayback Machine.] на сайті Одеського національного академічного театру опери та балету
- Балет «Жізель» [Архівовано 28 лютого 2021 у Wayback Machine.] на сайті Дніпропетровського академічного театру опери та балету
- Балет «Жізель» на сайті театру «Київ Модерн-балет»